# Liste der Monuments historiques in Épiez-sur-Chiers
Die Liste der Monuments historiques in Épiez-sur-Chiers führt die Monuments historiques in der französischen Gemeinde Épiez-sur-Chiers auf.

## Liste der Immobilien
| Bezeichnung           | Beschreibung                                                                | Standort                      | Kennzeichnung | Schutzstatus | Datum | Bild           |
| --------------------- | --------------------------------------------------------------------------- | ----------------------------- | ------------- | ------------ | ----- | -------------- |
| Château de Manteville | festes Haus, Mitte des 15. Jahrhunderts; Parkanlage aus dem 17. Jahrhundert | nordwestlich des Ortes (Lage) | PA54000008    | Inscrit      | 1997  | weitere Bilder |

## Liste der Objekte
| Bezeichnung                                                | Beschreibung                                                         | Standort                      | Kennzeichnung | Schutzstatus | Datum | Bild |
| ---------------------------------------------------------- | -------------------------------------------------------------------- | ----------------------------- | ------------- | ------------ | ----- | ---- |
| Kanzel                                                     | Holz, farbig gefasst, 1748; 1864 in Allondrelle-la-Malmaison gekauft | in der Kirche St-Denis (Lage) | PM54001528    | Inscrit      | 1992  |      |
| Grabdenkmal für Nicolas de Manteville                      | Kalkstein, zweites Viertel des 17. Jahrhunderts                      | in der Kirche St-Denis (Lage) | PM54001529    | Inscrit      | 1992  |      |
| Grabdenkmal für Gabriel de Manteville und Marie de Pouilly | Kalkstein, Marmor, nach 1607                                         | in der Kirche St-Denis (Lage) | PM54001130    | Classé       | 1996  |      |